# Distretto di Gabiley
Gabiley è un distretto somalo che prende il nome dalla sua città capoluogo. Si trova nella regione del Nordovest, precedentemente parte dello stato del Somaliland,  e conta 320.430 abitanti.
Si concentra qui l'85% della produzione alimentare del Somaliland. Le  coltivazioni locali producono mele, arance, banane, grano, mais, orzo, limoni, piselli, arachidi, patate, pomodori, cipolle, aglio, cavoli, carote, angurie, papaia e molti altri tipi di frutta e verdura 
Il distretto è dominato dagli Jibril Abokor, sotto-clan degli Habar Awal.

## Geografia antropica

### Città
- Allaybaday
- Arabsiyo
- Gabiley
- Kalabaydh
- Tog Wajaale
- Xidhinta